# Isioma Daniel
Isioma Nkemdilim Nkiruka Daniel (1981) is een Nigeriaanse journaliste wier opmerking in een krantenartikel van 2002 over de islamitische profeet Mohammed aanleiding was voor Miss World-rellen en fatwa die de doodstraf tegen haar instelde.

## Miss World-rellen
Isioma Daniel studeerde drie jaar lang journalistiek en politicologie aan de University of Central Lancashire, waar ze in de zomer van 2001 afstudeerde." Haar eerste baan als journaliste was bij ThisDay, een in Lagos gevestigd nationaal dagblad. Als modeschrijfster schreef ze op 16 november 2002 een opiniestuk over de Miss World-schoonheidswedstrijd die later dat jaar in de Nigeriaanse hoofdstad Abuja zou worden gehouden. Zich richtend aan de tegenstanders van de wedstrijd uit de Nigeriaanse moslimgemeenschap maakte ze de volgende opmerking:
"De moslims vonden het immoreel om 92 vrouwen naar Nigeria te halen en hen uit te nodigen voor een festijn van lichtzinnigheid. Wat zou Mohammed ervan gevonden hebben? In alle eerlijkheid, hij zou waarschijnlijk een van de deelnemers hebben uitgekozen als zijn vrouw.
Volgens Daniel was de passage pas op het allerlaatst toegevoegd; ze vond het "grappig, luchtig" en "zag het niet als iets dat ook maar iemand serieus zou moeten nemen of veel stennis zou veroorzaken". Dat oordeel bleek echter snel onjuist, want de publicatie ontketende gewelddadige religieuze rellen die meer dan 200 mensenlevens kostten en 1000 gewonden, terwijl 11.000 mensen ontheemd raakten. ThisDay's kantoor in Kaduna werd afgebrand, ondanks de excuses van de krant en de herroeping op de voorpagina.
Daniel nam op 20 november ontslag bij de krant toen ze vernam dat het ThisDay-kantoor in Kaduna was afgebrand. Omdat ze vreesde voor haar veiligheid en zich zorgen maakte over een aanstaand verhoor van de Nigeriaanse staatsveiligheidsdienst, verliet ze in de avond van vrijdag 22 november het land en vluchtte naar Benin.
Op 26 november spraken islamitische geestelijken uit de staat Zamfara een fatwa uit tegen de journaliste Isioma Daniel wegens belediging van de profeet. De fatwa veroordeelde haar tot de doodstraf en moslims werden opgeroepen om haar te vermoorden. In een verklaring die later op de lokale radio werd uitgezonden zei vice-gouverneur Mamuda Aliyu Shinkafi van Zamfara:
"Net als bij Salman Rushdie mag het bloed van Isioma Daniel worden vergoten. Het is bindend voor alle moslims, ongeacht waar ze zich bevinden, om het doden van de schrijfster als een religieuze plicht te beschouwen."
Terwijl de federale regering het oordeel verwierp als "ongrondwettelijk" en "van nul en gener waarde", waren moslimleiders verdeeld over de geldig ervan, waarbij sommigen stelden dat de herroeping en verontschuldiging betekenden dat de fatwa ongepast was. Derhalve werd Lateef Adegbite, secretaris-generaal van de Nigeriaanse Opperste Raad voor Islamitische Zaken, er al gauw toe gebracht om de doodstraf af te wijzen omdat Daniel geen moslim was en omdat de krant zich publiekelijk had verontschuldigd.

## Ballingschap in Europa
Het Committee to Protect Journalists en Amnesty International hielpen Isioma Daniel uiteindelijk om in Europa in ballingschap te gaan.